# Glyptothorax davissinghi
Glyptothorax davissinghi es una especie de peces de la familia Sisoridae en el orden de los Siluriformes.

## Distribución geográfica
Se encuentra en Kerala (India).